# Box Elder (South Dakota)
Box Elder is een plaats (city) in de Amerikaanse staat South Dakota en valt bestuurlijk gezien onder Meade County en Pennington County.

## Demografie
Bij de volkstelling in 2000 werd het aantal inwoners vastgesteld op 2841.
In 2006 is het aantal inwoners door het United States Census Bureau geschat op 3078, een stijging van 237 (8,3%).

## Geografie
Volgens het United States Census Bureau beslaat de plaats een oppervlakte van
15,0 km², waarvan 15,0 km² land. Box Elder ligt op ongeveer 925 m boven zeeniveau.

## Plaatsen in de nabije omgeving
De onderstaande figuur toont nabijgelegen plaatsen in een straal van 12 km rond Box Elder.